# Mjölig orangelav
Mjölig orangelav (Caloplaca citrina) är en lavart som först beskrevs av Hoffm., och fick sitt nu gällande namn av Theodor 'Thore' Magnus Fries. Mjölig orangelav ingår i släktet orangelavar, och familjen Teloschistaceae. Arten är reproducerande i Sverige.

## Bildgalleri

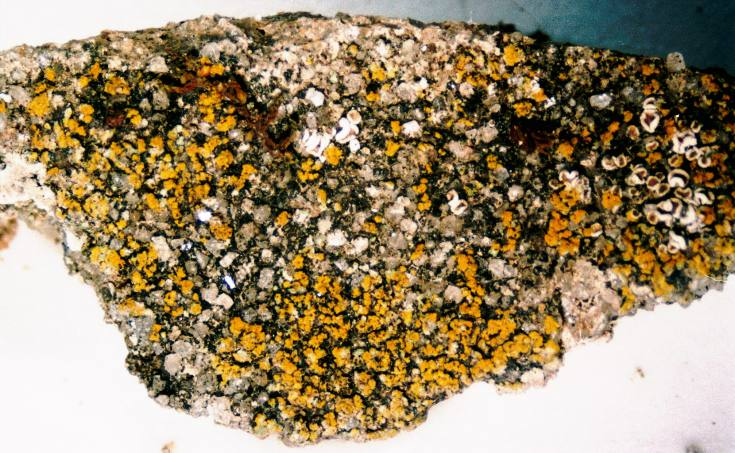
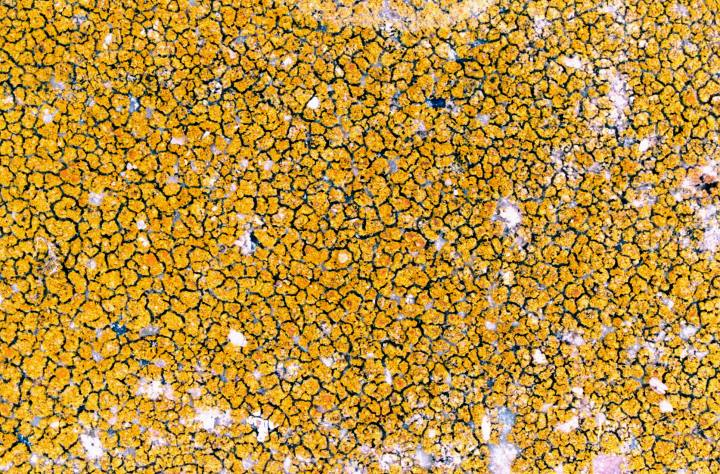
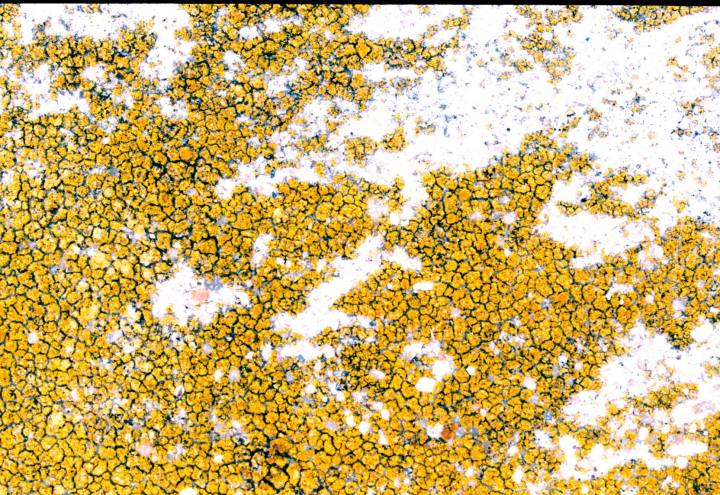
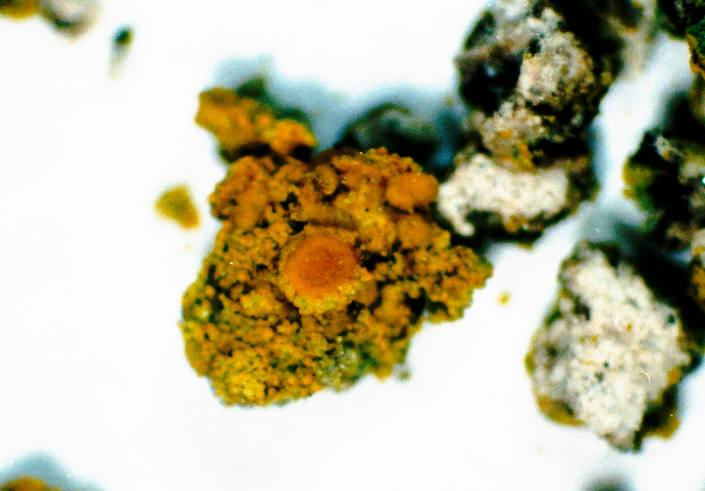
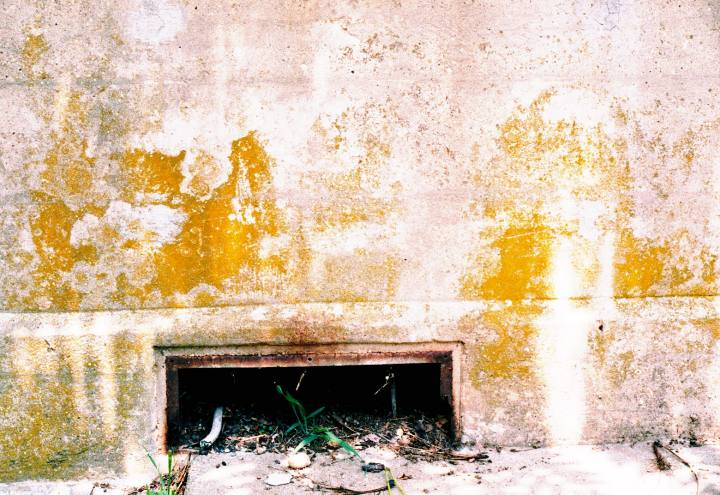
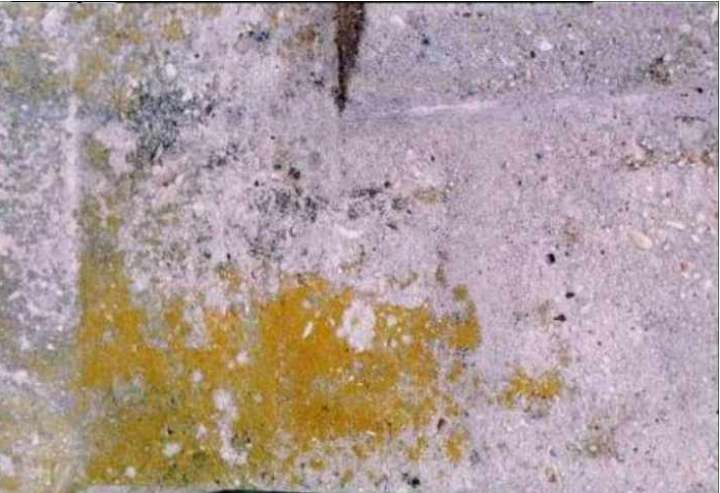
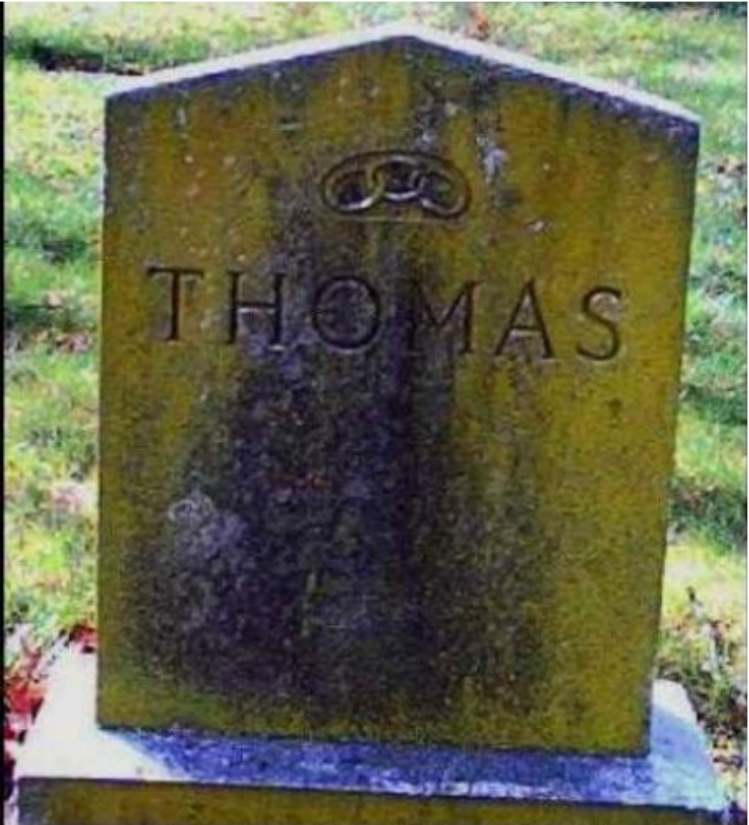
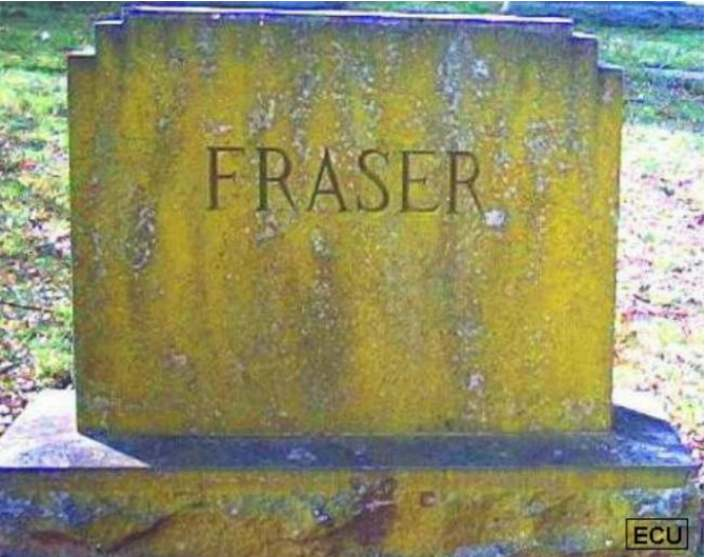
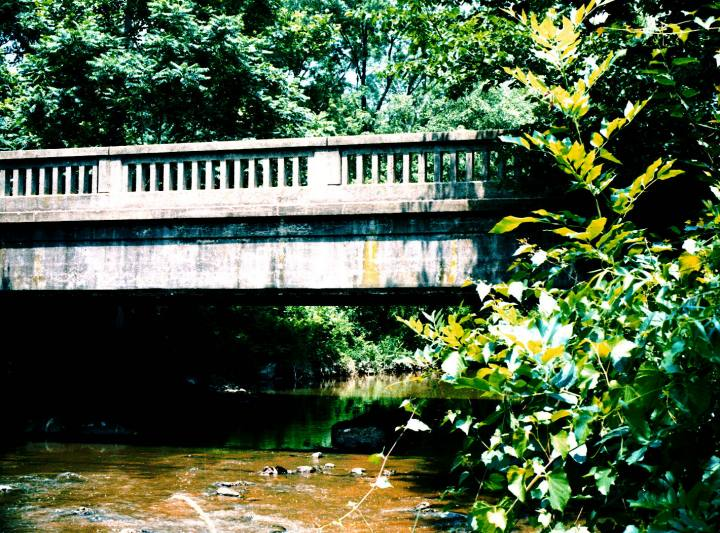
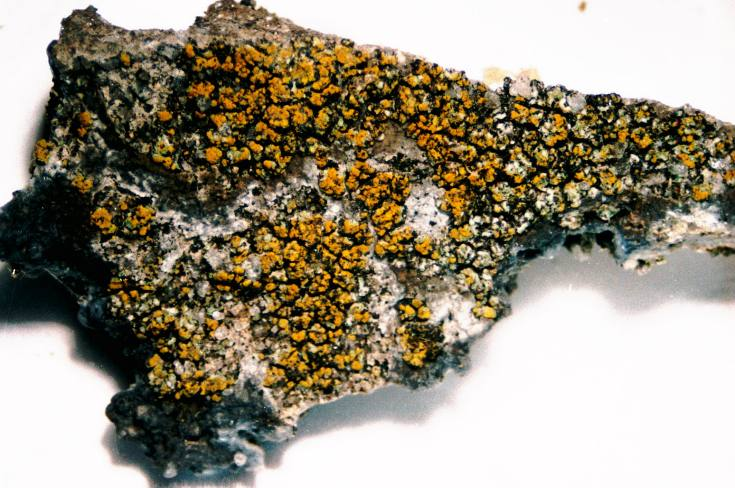